# شناخت اساطیر ایران
شناخت اساطیر ایران (به انگلیسی: Persian Mythology) کتابی است اثر جان راسل هینلز که توسط احمد تفضلی و ژاله آموزگار ترجمه و در سال ۱۳۶۸ خورشیدی  در نشر چشمه در ۲۱۱ صفحه در تهران منتشر شده‌است. کتاب نوشتهٔ «جان راسل هینلز» استاد انگلیسی دانشگاه منچستر و صاحب آثاری در زمینهٔ پژوهش در «عهد جدید» و مطالعه در تأثیرگذاری باورهای ایرانی در آن و پژوهش‌سنجی در دین‌ها و شناخت ادیان ایرانی، از جمله «مهرآیینی» است. نخستین چاپ کتاب در سال ۱۹۷۳ میلادی از سوی THe Hamlyn Publishing Group Limited در ایالات متحده آمریکا منتشر شده‌است. مأخذها و منبع‌های ایرانی کار مؤلف، به‌طور عمده اوستا و ادبیات دینی فارسی میانه و تا حدی شاهنامه بوده‌است. چاپ بیست و پنجم اثر سال ۱۴۰۰ منتشر شده‌است.

اسطوره‌ها آیین‌هایی هستند که تصویرهایی را از ورای هزاره‌ها منعکس می‌کنند و آن جا که تاریخ و باستان‌شناسی خاموش می‌مانند اسطوره‌ها به سخن در می‌آیند و فرهنگ آدمیان را از دور دست‌ها به زمان ما می‌آورند و افکار بلند و منطق گسترده مردمانی ناشناخته ولی اندیشمند را در دسترس ما می‌گذارند. اساطیر ایران باستان در این دنیای پر رمز و راز جایی والا دارد و شناخت آن رهنمون ما در شناخت فرهنگ غنی و پر ارزش این سرزمین است و کتاب شناخت اساطیر ایران تألیف هینلز مجموعه جامع و ساده ای از این اسطوره‌ها را در اختیار ما می‌گذارد.

## معرفی
کتاب «شناخت اساطیر ایران» در سیزده بخش مختلف تدوین شده‌است. بخش‌های آن به این شرح هستند؛ «مقدمه»، «اساطیر ایران باستان»، «خدایان مرتبط با آیین‌های دینی»، «قهرمانان ایزدی»، «اساطیر زردشتی»، «نیروهای شر»، «کیش زروانی بدعتی در دین زردشتی»، «اساطیر کیش مهر»، «اسطوره و پیامبر»، «اسطوره و شاه»، «اسطوره و تاریخ»، «اسطوره، مناسیک و نمادپردازی»،«نتیجه‌گیری؛ اسطوره و ایمان».
کتاب «شناخت اساطیر ایران»، با استناد به منابع مستقیم و غیر مستقیم ایرانی مانند اوستا، متن‌های پهلوی، شاهنامه فردوسی، متون تاریخی دوران اسلامی و آداب و رسوم بازمانده تدوین شده‌است. همچنین این اثر نظری به مطالعات ایران‌شناسان دارد. از سویی نویسنده در نگارش این اثر به منابعی از هند باستان دربارهٔ ایرانیان و اسطوره‌های ایرانی استناد می‌دهد. در این اثر به موضوع‌هایی مانند آغاز آفرینش، پیش‌نمونه آفریدگان، نمونه‌ها پیشین خدایان باستانی و خدایان تحول یافته ادوار بعدی، قهرمانان تاریخی رنگ اسطوره گرفته ایرانی را پیش می‌کشد. همچنین بخشی را به اساطیر ویژه زردشتی اختصاص می‌دهد و بعد به اسطوره‌های زروانی و میترایی (مهری) می‌پردازد و سپس اسطوره را در برابر تاریخ و آیین‌های متداول امروزی قرار می‌دهد. این اثر سعی دارد با طرحی ساده و جامع از اسطوره‌های ایرانی سخن بگوید.

## نقد و بررسی
در بررسی اثر عنوان شده‌است؛
مترجمان کوشیدند با افزودن نکات مختصری به عنوان توضیح بر برخی مطالب، این کتاب را برای خواننده ایرانی قابل استفاده‌تر سازند و به پیروی از همین روش، اسم‌های خاص را فقط یک‌بار به صورت قدیمی آن آورده‌اند و سپس گونه متداول‌تر آن را به کار برده‌اند.

همچنین در نشریه ایران‌نامه آمده‌است؛

جان هینلز با ارائه این اثر، نشان داده که مردی است فرهیخته و کارآزموده و در مجموع چیره‌دست در کاری که عهده‌دار شده‌است. طرح کتاب، حکایت از کوشش نویسنده برای جدا کردن اسطوره‌ها از نهادهای دینی و نمادپردازیهای آیینی دارد و البته توفیق او در این زمینه نسبی است. مأخذها ومنبعهای ایرانی کار مؤلف، به‌طور عمده اوستا و ادبیات دینی فارسی میانه و تا حدی شاهنامه بوده‌است. همچنین ترجمه فارسی کتاب به‌طور کلی رسا و روشن و رهنمون خواننده به محتوای کتاب است. 